# チャレンジャー (コルベット)
|          |                              |
| 艦歴     |                              |
| 発注     |                              |
| 起工     |                              |
| 進水     | 1858年                       |
| 就役     |                              |
| 退役     | 1878年                       |
| その後   | 1921年にスクラップとして廃棄 |
| 除籍     |                              |
| 性能諸元 |                              |
| 排水量   | 2,343トン                    |
| 全長     | 200 ft (61 m)                |
| 全幅     |                              |
| 吃水     |                              |
| 機関     | 蒸気タービン、1,200hp、帆    |
| 最大速   |                              |
| 乗員     | 243名                        |
| 兵装     | 砲17門                       |

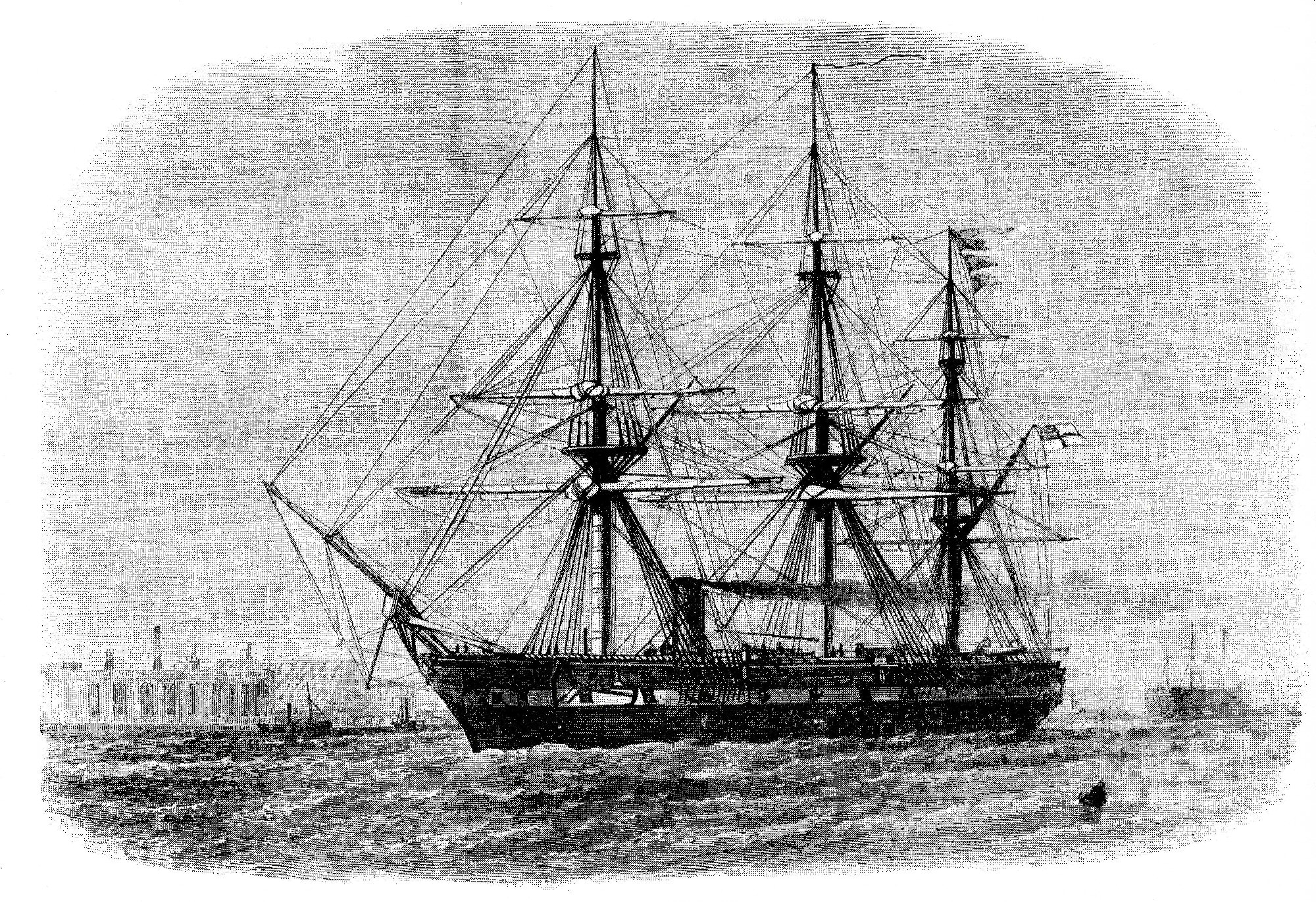
HMS Challenger (HMSはHer Majesty's Shipの略)

チャレンジャー (HMS Challenger) はイギリスの軍艦、海洋調査船。この項では1858年に建造されたチャレンジャーについて解説する。本船によって行われたチャレンジャー探検（1872-1876）による海洋誌的・生物学的調査は近代海洋学の出発点となった。他のチャレンジャーと区別するため、チャレンジャー6世号と呼ばれることもある。

## 概要
チャレンジャー6世号は軍艦で排水量2,300トン、船長65m、1200馬力の蒸気補助機関をもつ木製の帆船。1858年ウーリッジで建造された。国際的援助のもとに1872年12月21日から1876年5月24日にかけて、艦長ナーレス、隊長チャールズ・ワイヴィル・トムソン指揮のもと、太平洋、大西洋、インド洋、南極海の探検を行った。各地で生物学的調査をはじめ物理的・化学的調査をも行い、この観測がもとになって50巻に上る膨大なチャレンジャー報告（Challenger Reports、1885～95）が出版され、近代海洋学が創始された。探検の途次、1875年には横浜、横須賀、神戸などに寄港している。

## 探検の経緯
イギリス海洋生物学の草分けといえるエドワード・フォーブスは1840年ころ、海では深さとともに生物が減り、300ファゾム（1ファゾムは約1.8m）以深は無生物帯である、とした。ところがノルウェーのミハエル・サーシュ(Michael Sars)は1850年、300ファゾム以深の海から19種もの生物を発見し、その後も無生物帯説に反する観測結果が次々と出てきた。従来、化石記録などで知られていた生物を深海から採集し、この問題に興味を持つようになっていたカーペンターは1871年、王立協会でイギリス政府が世界周回深海探検船を派遣する必要を力説し、これが取り上げられ大探検が実現した。
時代背景として、19世紀に入ってからのベリングスハウゼン、ビスコー、ロスらの盛んな海洋探検、遠距離通信手段としての海底電線の普及に伴う海洋知識の要求、帝国主義時代に入り、列強による政治的・経済的・軍事的競争の激化による自然科学の実用的な重要性の認識、などがあった。

## 探検の成果
この探検にはエジンバラ大学のトムソンを隊長とし、ジョン・マレーなどが参加。プリマス港を出港して同港にもどるまで、深海測深数492、測温採水点263、採泥数133、トロールびき151回に達した。この膨大な資料の解析や研究に伴い、エジンバラ大学はその後20年間、世界の海洋研究の中心となった。その成果は50巻にのぼる報告書として1880年‐1895年に刊行され、その後ながらく海洋研究の宝典となった。おもな結果は、ディットマーの原理（海水中塩分の化学成分相互比は塩分総量のいかんによらず世界の海でほぼ一定）として知られている法則の発見、深海生物の新種約3500種の発見、大洋の最深部にさえも下等の動物から魚類に至る多種類の動物が棲息し、どれも原始状態のものではないという知見への到達、1万3000にのぼる底質標本の採集、洋上の地磁気の測定に基づく磁針偏差分布図の作成、島や岩礁の正確な位置の確定、100ファゾム以深では水温はほとんど季節変化しないことの発見、などである。